# Преображенка (Шарлыкский район)
Преображенка — поселок в Шарлыкском районе Оренбургской области, административный центр Преображенского сельсовета. 

## География
Находится на расстоянии примерно 16 километров по прямой на юго-восток от районного центра села  Шарлык.

## История
Основано село в 1848 году, изначальное название Сыскан. Переименовано в конце XIX века.

## Население
Население составляло 428 человек в 2002 году (русские 95%),  243 по переписи 2010 года.